# 住正徳
住 正徳（すみ まさのり、1970年1月15日 - ）は日本のライター、文芸作家である。かつてはデジタル系デザイン事務所「株式会社デジタルビイム」代表取締役であった。神奈川県横浜市生まれ、川崎市育ち。スミマサノリ（参照）とも。

## 略歴
- 1970年1月15日、神奈川県横浜市生まれ。主に川崎市で育つ。途中、数年間は父親の仕事の都合により新潟市に転居した。
- 1992年3月、法政大学文学部英文学科卒業、大学在学中は法政大学水上スキーモータークラブ(通称水上スキー部)に所属していた。デジタル系製作プロダクションに勤務。
- 1997年、マルチメディアグランプリ'97　エンターテインメント賞、翌年、マルチメディアグランプリ'98　アーティスト賞を受賞。
- 1998年3月、株式会社デジタルビイムを設立し、代表取締役クリエーターとして独立。その後会社は解散。現在はフリーランス。

## 特徴
- デイリーポータルZには、サイトデザインを担当したことをきっかけとして、草創期からライターとして参画していたが、40歳になったのを機に、2009年末で連載を休止した。休止中にも他の記事やラジオには出演をし続け、2013年4月に覆面ライター「サントス・ジュニア」としてライターに復活した。2013年9月からは住正徳名義の記事も執筆している。
- 個性的な話し方、笑い方をする。ちょっとしたことでもすぐ笑ってしまう笑い上戸。
- 普段は坊主に近い髪型をしているが、髪が伸びるとちり毛が目立ってしまうことを気にしている。なお、本人は「ちり毛」という表現は好きではない（デイリーポータルZラジオ内の発言より）。
- 学生時代から腰痛持ち。これまで数回、入院が必要になるまで悪化したことがある。
- 極度の高所恐怖症で、デイリーポータルZ内の記事やポッドキャストでは、それをネタにしたものが多くある。
- 学生時代は、酒屋、コンビニ、配送関係、建築などかなりの数のアルバイトをしていた。
- 小説家としても活動している。執筆作はカリグラフィー「逆転チャンス」（集英社BART E-MAIL文学賞大賞受賞）、短編小説「梟のピストル」（マガジンハウス「鳩よ!」掌編小説コンクール秀作、フーコー短編小説コンテスト優秀賞受賞）など。
- NHKワンセグ2の『青山ワンセグ開発』という番組で、自作のショートコントを発表し、セカンドシーズンのファイナルステージに進出した。

## 著書

### 単著
- 『ロマンの木曜日』（彩文館出版、2006年1月、ISBN 4775600990）
- 『らぶそんぐ1』（2013年1月）

### 共著
- 『おとなの自由研究』（アスペクト、2004年3月、ISBN 4757210205） - 装丁も手がけている。
- 『活動遺産 いろいろな人のいろいろな話！！』（デザインエッグ、2024年） - 共著 : はしもとみお、山﨑理恵子、中本忠子、山村浩一 ほか。編 : 清古尊。

### 掲載
- 『ソトコト』（木楽舎、2001年）
- 『マリ・クレール』（角川書店、2002年 - 2004年）
- 『ASTA』（ポプラ、2006年 - 2008年）
- 『翼の王国』（全日本空輸、2015年 - ）
- 『大手町ココドコ』（東京メトロ、2016年）
- 『エステー宣伝部.com』（エステー、2017年 - ）副編集長。

## 出演

### 映画
- あしたのジョー （2011年初春公開、東宝）

### テレビ番組
- ショートコント集 Mr.SUMI（2011年、NHK）
- 無声映画 トラブリング（2012年、NHK）
- 廃墟の休日（2015年、テレビ東京）[2]
- 姉ちゃんの恋人（2020年10月27日 - 12月22日、関西テレビ・フジテレビ） - 臼井一 役[2]
- シャキーン!（2018年〜、Eテレ）
- セミオトコ（2019年、テレビ朝日）
- ねこのめ美じゅつかん（2021年、Eテレ）
- バラいろダンディ（2022年、TOKYO MX）

### CM
- ムシューダ（2019年）

### ラジオ
- ラジオすみましん（2007年 - ）
- 若井久美子のOh！Dreaming（2016年、YES fm）
- ソムリエたちの週末（2018年、レディオ湘南）

- おぐまい&スミのポップアップカルチャー（2021年7月4日 - 、bayfm） - elfin'の小倉舞子と共演

## 関連人物
- 林雄司 - デイリーポータルZのWebマスター。
- 田辺誠一 - 俳優。住とは20年来の友人であり、デイリーポータルZの記事にも何度か登場している。
- 吉川正洋（ダーリンハニー） - お笑い芸人。2009年から住が配信しているインターネットラジオを共に進行。